# David Keyt
David Keyt (* 1930) ist ein US-amerikanischer Philosoph und Philosophiehistoriker.

## Leben
Den B. A. erwarb Keyt am Kenyon College in Gambier, Ohio, promoviert wurde er 1955 an der Cornell University mit einer Dissertation  über Clarence Irving Lewis’ Theorie der Bedeutung. Er war Professor für Philosophie an der University of Washington und ist dort nunmehr Professor Emeritus. Zugleich ist er Research Professor am Center for the Philosophy of Freedom an der University of Arizona.
Gastprofessuren hatte er an der Cornell University, der University of Hong Kong, der Princeton University und der University of California in Los Angeles und in Irvine inne. Forschungsaufenthalte führten ihn unter anderem an das Center for Hellenic Studies in Washington, D.C. und an das Institute for Advanced Study in Princeton.
Seine Forschungsschwerpunkte sind die Logik und die Philosophie der Antike, insbesondere Platon und Aristoteles sowie die politische Philosophie der Griechen.

## Schriften (Auswahl)
- mit Fred D. Miller, Jr. (Hrsg.):  Freedom, Reason, and the Polis. Essays in Ancient Greek Political Philosophy. Cambridge University Press, Cambridge 2007
- Aristotle, Politics Books V and VI. Clarendon Press, Oxford 1999.
- mit Fred D. Miller, Jr. (Hrsg.): A Companion to Aristotle's Politics. Blackwell, Oxford 1991